# Pär Gunnar Thelander
Pär Gunnar Thelander, född 2 maj 1936 i Stockholm, är en svensk målare, grafiker och skulptör.

## Biografi
Han är son till läkaren Helge Thelander och Svea Johansson och var gift med redaktören Tony Werner 1958–1963 men är nu gift med konstnären Louise Lidströmer. Thelander fick sin utbildning vid avdelningen för dekorativt måleri på Konstfackskolan 1955-1959 och Kungliga Konsthögskolan 1959-1964 samt en tids studier i Paris 1962. Han är mest känd för sina grafiska blad och har uppmärksammats internationellt som koppargrafiker. Separat har han ställt ut i bland annat Uppsala, Stockholm, Oslo och på Krognoshuset i Lund. Han har medverkat i Stockholmssalongerna på Liljevalchs konsthall, Grafiska sällskapets utställningar, Nationalmuseums Unga tecknare samt samlingsutställningar i bland annat Ljubljana, Lugano, Köpenhamn, Tokyo och London.
Han är också den som ligger bakom konsten på T-stationen Aspudden i Hägersten, Stockholm; Färgglada geometriska 3D-former samt pingvinskulptur med låda på magen.
Thelanders verk med sina spröda linjer associerar till florentinsk ungrenässans, medan innehållet är mångtydigt. Han fördelar lekfullt irrelevanta objekt i ett till synes ordinärt motiv. Sedan 1970-talet dyker också en liten speciell figur upp här och var i bilderna som konstnärens alter ego. Förutom grafik består hans konst av olje- glas- och emaljmålningar. Som illustratör illustrerade han Ulf Ahlners
Bar Martinez  1978.
Thelander har med sin konst vunnit utmärkelser vid
- World print competition, Exibition of Prints, Tokyo 1966 och San Francisco, 1973,
- Graphica Creativa Jyväskylä, 1984 och
- Biennal of Prints, Bhopal 1991.

## Representation
Thelanders konst finns representerad vid bland annat Nationalmuseum, Moderna museet i Stockholm, Göteborgs konstmuseum, Kalmar konstmuseum, Helsingborgs museum, Malmö museum, Hallands konstmuseum, Länsmuseet Gävleborg och några fler större museer i Sverige samt vid Ateneum, British Museum i London, Bibliothèque nationale de France i Paris och museer i Dresden, Mexico City, New York och San Francisco.